# Саркыншаков, Аби Саркыншакович
Аби Саркыншакович Саркыншаков (11 мая 1934, Южно-Казакская область, КазАССР — 18 сентября 2022) — советский и казахстанский железнодорожник. Заслуженный работник транспорта Казахской ССР, награждён высокими наградами СССР и Республики Казахстан. Почётный гражданин Павлодарской области и города Павлодара.

## Биография
Аби Саркыншаков родился 11 мая 1934 года в Южно-Казакской области Казакской АССР РСФСР (сейчас в Кызылординской области Казахстана). Родители были неграмотными.
Окончил среднюю школу. В 1956 году окончил факультет эксплуатации железных дорог Ташкентского среднеазиатского института инженеров железнодорожного транспорта. В том же году по распределению перебрался в Павлодар. Поначалу жил в товарном вагоне, который зимой промерзал насквозь. Работал стрелочником, составителем поездов, дежурным по железнодорожной станции Павлодар, диспетчером, дежурным по отделению дороги. В 26-летнем возрасте стал начальником станции Павлодар — самым молодым на этой должности в Казахстане.
В 1974—1996 годах руководил Павлодарском отделением Целинной железной дороги, в котором работали 17 тысяч железнодорожников. В его состав также входили 11 школ, 27 детских садов, ПТУ, больницы, поликлиники, многоэтажные дома. В середине 1980-х годов объём отправляемых грузов по отделению был самым большим в СССР — свыше 100 миллионов тонн в год. Благодаря усилиям Саркыншакова были построены новые железнодорожные вокзалы и детские железные дороги в Павлодаре и Экибастузе, создан Павлодарский железнодорожный техникум, санаторий-профилакторий и пионерский лагерь. Был инициатором электрификации железной дороги Экибастуз — Павлодар и пуска электрички Астана — Павлодар — Астана.
Был комсомольским активистом, делегатом XXVII съезда КПСС, XVII съезда КП Казахской ССР, XIV съезда профсоюзов Казахской ССР. Неоднократно был избран в Павлодарский городской и областной Советы народных депутатов. Впервые стал депутатом горсовета в 24 года.
В июле 1996 года был назначен генеральным советником и членом совета по железнодорожному транспорту Министерства транспорта и коммуникаций Казахстана. Входит в консультативный совет «Казахстанских железных дорог» («Казахстан темир жолы»). Отошёл от активной деятельности в декабре 2019 года.
Скончался 18 сентября 2022 года

## Награды и звания
Награждён орденами Ленина (1986), «Знак Почёта» (1971), Октябрьской революции (1981), «Курмет», медалями, в том числе «За трудовое отличие». Почётный железнодорожник СССР (1970), заслуженный работник транспорта Казахской ССР (1984). Член Союза журналистов Казахстана.
23 сентября 1999 года решением Павлодарского городского маслихата удостоен звания почётного гражданина Павлодара.
Указом президента РК от 2 декабря 2021 года награждён орденом «Парасат».
Автор четырёх книг об истории железной дороги в Казахстане, сотен статей, напечатанных в отраслевой, местной и республиканской прессе. Активно занимается общественной деятельностью в Павлодаре.